# Campionati mondiali di sci nordico 1930
I Campionati mondiali di sci nordico 1930, settima edizione della manifestazione, si svolsero dal 27 febbraio al 1º marzo a Oslo, in Norvegia, e contemplarono esclusivamente gare maschili. Vennero assegnati quattro titoli.

## Risultati

### Combinata nordica
| Posizione | Atleta             | Nazione  | Punti  |
| --------- | ------------------ | -------- | ------ |
| 1         | Hans Vinjarengen   | Norvegia | 446,00 |
| 2         | Leif Skagnæs       | Norvegia | 432,61 |
| 3         | Knut Lunde         | Norvegia | 428,80 |
| 4         | Peder Belgum       | Norvegia | -      |
| 5         | Kristian Holmen    | Norvegia | -      |
| 6         | Gjermund Muruaasen | Norvegia | -      |

27 febbraio

Trampolino: Holmenkollen NH

Fondo: 18 km

### Salto con gli sci
| Posizione | Atleta          | Nazione  | Punti |
| --------- | --------------- | -------- | ----- |
| 1         | Gunnar Andersen | Norvegia | 224,4 |
| 2         | Reidar Andersen | Norvegia | 223,8 |
| 3         | Sigmund Ruud    | Norvegia | 218,5 |
| 4         | Erling Nøckleby | Norvegia | -     |
| 5         | Erik Rylander   | Svezia   | -     |
| 6         | Olaf Ulland     | Norvegia | -     |

27 febbraio

Trampolino: Holmenkollen NH

### Sci di fondo

#### 18 km
| Posizione | Atleta             | Nazione   | Tempo   |
| --------- | ------------------ | --------- | ------- |
| 1         | Arne Rustadstuen   | Norvegia  | 1:19:58 |
| 2         | Trygve Brodahl     | Norvegia  | 1:20:24 |
| 3         | Tauno Lappalainen  | Finlandia | 1:20:30 |
| 4         | Kristian Hovde     | Norvegia  | -       |
| 5         | Veli Saarinen      | Finlandia | -       |
| 6         | Martti Lappalainen | Finlandia | -       |

28 febbraio

#### 50 km
| Posizione | Atleta              | Nazione   | Tempo   |
| --------- | ------------------- | --------- | ------- |
| 1         | Sven Utterström     | Svezia    | 3:53:14 |
| 2         | Arne Rustadstuen    | Norvegia  | 3:54:07 |
| 3         | Adiel Paananen      | Finlandia | 3:57:46 |
| 4         | Martti Lappalainen  | Finlandia | -       |
| 5         | Martin-Peder Vangli | Norvegia  | -       |
| 6         | Veli Saarinen       | Finlandia | -       |

1º marzo

## Medagliere per nazioni
| Posizione | Nazione   | Oro | Argento | Bronzo | Totale |
| --------- | --------- | --- | ------- | ------ | ------ |
| 1         | Norvegia  | 3   | 4       | 2      | 9      |
| 2         | Svezia    | 1   | 0       | 0      | 1      |
| 3         | Finlandia | 0   | 0       | 2      | 2      |